# سيرجيو إيبارا
سيرجيو إيبارا (بالإسبانية: Sergio Ibarra) هو لاعب كرة قدم أرجنتيني، ولد في 11 يناير 1973 في ريو كوارتو في الأرجنتين. لعب مع أونس كالداس وخوان أوريتش وسبورت بويز وسبورت وانكايو وسيينسيانو ونادي أكويلا ونادي ميلغار أريكيبا ونادي يونيفرسيتاريو.

## وصلات خارجية
- سيرجيو إيبارا على موقع قاعدة بيانات كرة القدم.إي يو (الإنجليزية)
- سيرجيو إيبارا على موقع Soccerway.com (الإنجليزية)